# Coupe du monde de natation FINA 2017
Navigation
Édition 2016 Édition 2018
L'édition 2017 de la Coupe du monde de natation FINA, la 27e, se dispute entre les mois d'août et novembre.
Les étapes programmées sur les continents asiatique et européen sont au nombre de 8. Les épreuves sont organisées en petit bassin.
À chaque étape, 22 ou 23 épreuves individuelles sont organisées pour les hommes et les femmes. Chaque vainqueur remporte 12 points, chaque deuxième 9 points et chaque troisième 6 points. Les 3 nageurs qui réalisent les meilleures performances d'une étape reçoivent 24, 18 et 12 points supplémentaires. Enfin, les nageurs qui battent ou égalent un record mondial reçoivent des points bonus.

## Étapes
| Dates                       | Lieu      |
| --------------------------- | --------- |
| 2 au 3 août                 | Moscou    |
| 6 au 7 août                 | Berlin    |
| 11 au 12 août               | Eindhoven |
| 30 septembre au 1er octobre | Hong Kong |
| 4 au 5 octobre              | Doha      |
| 10 au 11 novembre           | Pékin     |
| 14 au 15 novembre           | Tokyo     |
| 18 au 19 novembre           | Singapour |

## Classements

### Hommes
| Rang | Nageur                | Points | Points | Points | Points | Points | Points | Points | Points | Total |
| ---- | --------------------- | ------ | ------ | ------ | ------ | ------ | ------ | ------ | ------ | ----- |
| Rang | Nageur                | RUS    | GER    | NED    | HKG    | QAT    | CHN    | JPN    | SIN    | Total |
| 1er  | Chad le Clos          | 36     | 63     | 60     | 75     | 78     | 48     | 42     | 45     | 447   |
| 2e   | Vladimir Morozov      | 24     | 24     | 45     | 45     | 51     | 48     | 36     | 60     | 333   |
| 3e   | Kirill Prigoda        | 36     | 27     | 30     | 42     | 66     | 9      | 18     | 42     | 270   |
| 4e   | Thomas Shields        | 12     | 27     | 33     | 75     | 39     | 0      | 0      | 0      | 186   |
| 5e   | Cameron van der Burgh | 36     | 21     | 12     | 42     | 42     | 0      | 0      | 0      | 153   |

### Femmes
| Rang | Nageuse             | Points | Points | Points | Points | Points | Points | Points | Points | Total |
| ---- | ------------------- | ------ | ------ | ------ | ------ | ------ | ------ | ------ | ------ | ----- |
| Rang | Nageuse             | RUS    | GER    | NED    | HKG    | QAT    | CHN    | JPN    | SIN    | Total |
| 1re  | Sarah Sjöström      | 109    | 60     | 97     | 87     | 93     | 69     | 63     | 51     | 629   |
| 2e   | Katinka Hosszú      | 57     | 80     | 39     | 96     | 87     | 45     | 42     | 36     | 482   |
| 3e   | Ranomi Kromowidjojo | 36     | 65     | 21     | 33     | 27     | 45     | 45     | 27     | 299   |
| 4e   | Emily Seebohm       | 36     | 21     | 21     | 42     | 54     | 36     | 30     | 42     | 282   |
| 5e   | Alia Atkinson       | 24     | 30     | 36     | 30     | 33     | 24     | 9      | 24     | 210   |